# (9178) Momoyo
(9178) Momoyo est un astéroïde de la ceinture principale.

## Description
(9178) Momoyo est un astéroïde de la ceinture principale. Il fut découvert le 23 février 1991 à Nasukarasuyama par Shigeru Inoda et Takeshi Urata. Il présente une orbite caractérisée par un demi-grand axe de 2,88 UA, une excentricité de 0,08 et une inclinaison de 2,3° par rapport à l'écliptique.

## Compléments